# طاكينت (الوكوم)
طاكينت هو دُوَّار يقع بجماعة الوڭوم، إقليم طاطا، جهة سوس ماسة في المملكة المغربية. ينتمي الدوّار لمشيخة الوكوم التي تضم 4 دواوير. يقدر عدد سكانه بـ 669 نسمة حسب الإحصاء الرسمي للسكان والسكنى لسنة 2004.

## روابط خارجية
- البوابة الوطنية للجماعات الترابية نسخة محفوظة 12 مارس 2018 على موقع واي باك مشين.
- المندوبية السامية للتخطيط